# Coronel Martins
Coronel Martins é um município brasileiro do estado de Santa Catarina. Localiza-se na Região Geográfica Imediata de Xanxerê e na Região Geográfica Intermediária de Chapecó, estando a uma altitude de 695 metros. Sua população estimada em 2010 é de 2.457 habitantes. Possui uma área de 107,408 km².
Possui uma casa histórica de três andares, toda de madeira, construída por Antonio Garbin, onde reside a família Garbin, uma família tradicional, que está ali desde os primórdios do povoamento do município.
A cidade é pequena com uma bela praça em frente à igreja, a qual possui um palco para shows, academia com aparelhos para ginástica, quadra de areia iluminada, além de ser um ponto de encontro da juventude. Atualmente a estrada que possibilita o principal acesso está asfaltada e bem conservada. Coronel Martins possui duas escolas, sendo a escola municipal Monteiro Lobato com uma estrutura moderna, e a escola estadual Oga Nunes de Abreu recém reformada.
Trabalha basicamente com a produção leiteira e agricultura em geral.
Na cidade acontecem fortes campeonatos locais de futebol, sendo assim, uma cidade onde o esporte é a principal atividade de lazer. A cidade, apesar de pequena, acolhe muito bem seus visitantes e tem várias áreas de camping e lazer em seus interiores. Tradicionalmente, acontece a cada 2 anos a FEXPOCEL (Festa e Exposição, Feira Agroindustrial e Comercial de Coronel Martins) perto do dia do município (30 de Março)